# Fuzz

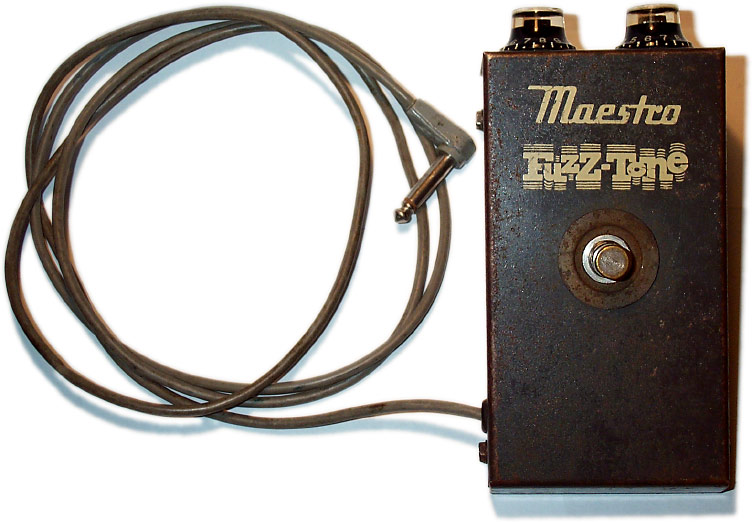
Gibson Maestro Fuzz-Tone FZ-1A del 1963, uno dei primi distorsori fuzz in commercio

Con il termine fuzz ci si riferisce a un particolare tipo di distorsione, generalmente usata in musica su chitarra e basso elettrici. È tuttavia possibile trovarne risvolti creativi anche su voce, batteria e qualsiasi altro segnale elettrico.
Come nell'overdrive si sfrutta la saturazione del segnale, ma in misura molto maggiore. In questo modo vengono aggiunte numerose armoniche allo spettro e si verificano fenomeni di intermodulazione.
In inglese Fuzz significa "peluria", a indicare come il suono sottoposto alla distorsione ricordi un suono ovattato, con pochi alti e bassi e molti medi.
Il pedale per l'effetto fuzz è detto fuzzbox (letteralmente "scatola di pelucchi") e comprende un amplificatore e un circuito di clipping.
Al contrario di altri pedali distorsori, il fuzzbox amplifica e smorza il segnale portandolo dall'onda sinusoidale originaria a un'onda in uscita molto simile all'onda quadra e il suono generato rende il classico tono soft, molto differente da quello generato dai classici distorsori od overdrive. Il suono fuzz tende anche a tagliare le frequenze medie rispetto ad altri distorsori; il termine fuzzbox viene spesso usato, in modo generico, per indicare ogni distorsore a pedale.
Essendo il clipping un processo non lineare, si generano intermodulazioni in uscita ricche di armoniche rispetto al segnale in ingresso. La distorsione di intermodulazione produce anche componenti spurie derivanti dall'addizione e sottrazione di frequenze che generalmente sono indipendenti dal segnale in ingresso che non è quindi determinante ai fini delle dissonanze; per questo motivo, spesso, sono usati power chord (accordi contenenti solo tonica e quinta, probabilmente i più usati nel rock). I fuzzbox sono anche impiegati per ridurre le dissonanze.